# حاجز شفاف
الحاجز الشفاف (باللاتينية: Septum pellucidum) هو غشاء رقيق مزدوج عمودي مثلثي يفصل بين القرون الأمامية للبطينين الجانبيين الأيمن والأيسر للدماغ ويمرعلى شكل صحيفة من الجسم الثفني وصولاً إلى قبو الدماغ.

## التركيب
يقع الحاجز الشفاف في الباحة الحاجزية في خط الوسط للدماغ بين نصفي الكرة المخية. وتُعد الباحة الحاجزية أيضًا موقع نوى الحاجزية. وهو متصل بالجزء السفلي من الجسم الثفني، وهو مجموعة كبيرة من الألياف العصبية التي تربط نصفي الكرة المخية. يتم توصيله بالجزء الأمامي الأمامي من قبو الدماغ و تقع البطينات الجانبية على جانبي الحاجز.
يتكون الحاجز الشفاف من طبقتين أو صفيحتين من كل من المادة البيضاء والرمادية. أثناء نمو الجنين توجد مسافة بين الصفيحتين تسمى كهف الحاجز الشفَّاف، والتي تختفي في تسعين في المائة من الحالات أثناء الطفولة. يُشار أحيانًا إلى التجويف على أنه البطين الخامس ولكن لم يعد يُستخدم لأن الفراغ عادة لا يكون مستمرًا مع الجهاز البطيني. يُعرف البطين الخامس بأنه تضخم طرفي للنخاع الشوكي.

## الأهمية السريرية
يحدث غياب الحاجزالشفاف في خلل تنسج الحاجز البصري وهو اضطراب نادر يتميز عادةً بتطور غير طبيعي للقرص البصري ونقص في الغدة النخامية. تتباين أعراض خلل التنسج الحاجز البصري بدرجة كبيرة وقد تشمل صعوبات في الرؤية وانخفاض قوة العضلات ومشاكل هرمونية ونوبات صرع ومشاكل ذهنية ويرقان عند الولادة. يتم توجيه التدبير العلاجي إلى الأعراض التي يتأثر بها الشخص.

## صور إضافية

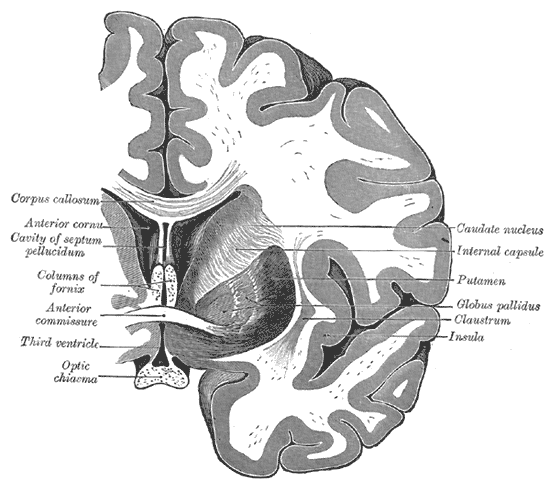
مقطع عرضي للدماغ يُظهر الحاجز الشفوي جالسًا بين البطينين الجانبيين، وتحت الجسم الثفني
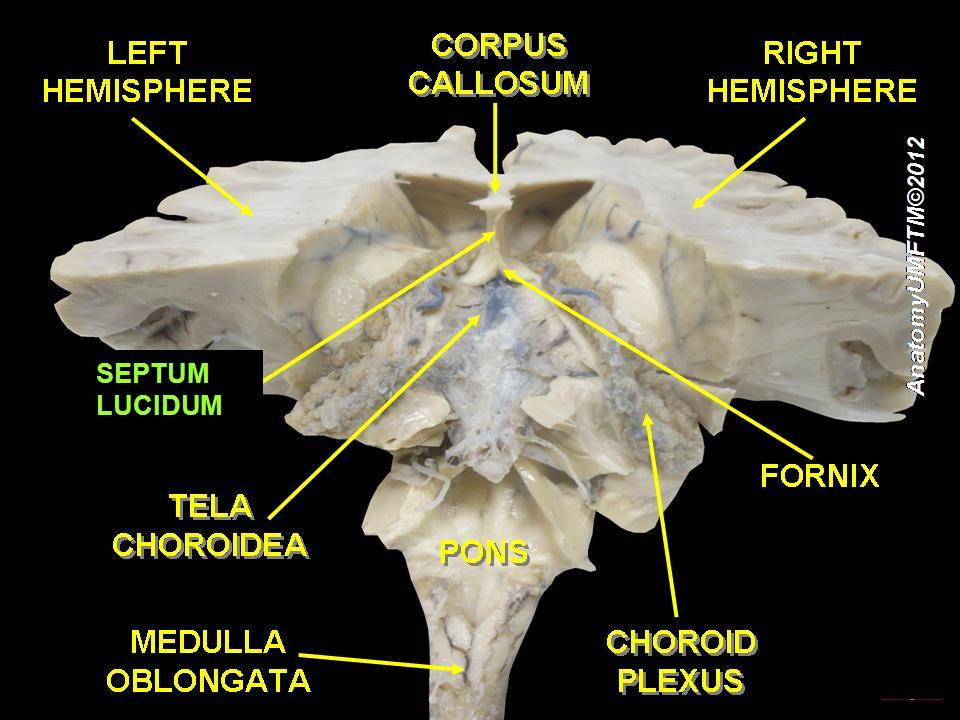
يُرى الحاجز الشفاف (المسمى "الحاجز الصافي") في عينة من جثة.